# Thaumalea schmidi
Thaumalea schmidi är en tvåvingeart som beskrevs av Martinovsky och Rozkosny 1976. Thaumalea schmidi ingår i släktet Thaumalea och familjen mätarmyggor.
Artens utbredningsområde är Österrike. Inga underarter finns listade i Catalogue of Life.